# Spragueia apicalis
Spragueia apicalis là một loài bướm đêm trong họ Noctuidae.